# Бютеньская волость
Бютеньская во́лость — административно-территориальная единица в составе Перекопского уезда Таврической губернии. Образована в результате земской реформы 1890 года, при реоганизации Григорьевской волости.

## География
Самая южная волость уезда, по левому берегу Салгира, граничила на западе-юго-западе с Евпаторийским, на юге и востоке — с Симферопольским уездами. Занимала юг современного Красногвардейского и север Симферопольского районов, входили также некоторые сёла на юго-востоке Первомайского.

## Состояние на 1892 год
В Памятной книжке Таврической губернии на 1892 год зафиксировано 48 населённых пунктов (включая экономии) с 3251 жителем, также в волости было несколько немецких колоний, возросла доля нетатарского населения.
Также в волости числилось 9 экономий: Кир-Байляр с 9 жителями, Бай-Когенлы — с 78, Бешевли-Иляк — с 13, Шагалак — с 42, Карача-Иляк — с 122, Шибань — с 24, Челле — со 160, Кашик-Терм. — с 44 и в Джанболду-Конрате жителей не числилось.

## Состояние на 1902 год
К 1902 году в волости, согласно «…Памятной книжке Таврической губернии на 1902 год», произошли некоторые изменения: количество поселений увеличилось до 56, при том, что некоторые исчезли, население выросло вдвое — до 6587 человек.
Также в волости был 1 хутор Аджамбет с 78 жителями, посёлок Карача-Иляк — с 37, 1 имение (10 жит.) и железнодорожный вокзал Биюк-Онлар с 8 дворами и 73 жителями.

## Волость в 1915 году
По Статистическому справочнику Таврической губернии. Ч.II-я. Статистический очерк, выпуск пятый Перекопский уезд, 1915 год, в Бютеньской волости Перекопского уезда числилось 70 различных поселений, в которых проживало 1387 человек приписных жителей и 5793 — «посторонних». В волости было 2 села — Киябак и Молла-Эли (оно же Аджаул) и 43 деревни.

| - Агьяр-Джирень - Аджикеч - Аджимамбет - Акулла - Алабаш-Конрат - Бакшай - Бешевли-Иляк - Бешуйли - Биюк-Онлар - Борангар - Боранчи - Булатчи - Бурчи - Бютень | - Григорьевка (она же Мамек) - Джага-Тюбий - Джанлар - Джума-Иляк - Карача-Иляк - Карача-Кангил (она же Софиевка) - Кашик-Дегермен - Кир-Байлар (вакуф) - Когенлы - Костель - Найман - Ново-Алексеевка - Ново-Ивановка - Немецкий Итак (бывший) | - Новый Итак - Отарчик Новый - Отарчик Старый - Салгир Кият - Сары-Паша-Чокмак - Сиджеут - Старый Итак - Старый Кабач - Тали-Иляк - Таук-Джамин - Таш-Казан-Конрат - Ташлы-Даир - Челле - Эсенбак-Ишунь - Юзлер (вакуф) |

Кроме того числилось 6 хуторов: Аджимамбет, Джайчи, Казаклар, Новый Кабач, Чече, Шагалак; 13 экономий — Джанболду Конрат (старый), Джанболду Конрат (новый), Кашик-Дегермен, Каясты-Кангил, Китай, Кир-Байлар, Когенлы, Когенлы-Джулга, Найман, Отарчик-Сад, Очка-Байляр, Султан-Базар и Шибань; железнодорожный вокзал Биюк-Онлар и 2 полустанка: Китай и Ташлы-Даир.